# Brachycrotaphus
Brachycrotaphus is een geslacht van rechtvleugeligen uit de familie veldsprinkhanen (Acrididae). De wetenschappelijke naam van dit geslacht is voor het eerst geldig gepubliceerd in 1877 door Krauss.

## Soorten
Het geslacht Brachycrotaphus omvat de volgende soorten:
- Brachycrotaphus brevis Uvarov, 1938
- Brachycrotaphus buettneri Karsch, 1896
- Brachycrotaphus elgonensis Sjöstedt, 1933
- Brachycrotaphus hoshiarpurensis Singh, 1978
- Brachycrotaphus indicus Uvarov, 1932
- Brachycrotaphus karschi Uvarov, 1926
- Brachycrotaphus kraussi Uvarov, 1932
- Brachycrotaphus latipes Bolívar, 1905
- Brachycrotaphus lloydi Uvarov, 1926
- Brachycrotaphus longiceps Bolívar, 1902
- Brachycrotaphus longicornis Jago, 1966
- Brachycrotaphus nigericus Chopard, 1947
- Brachycrotaphus rammei Uvarov, 1932
- Brachycrotaphus sjostedti Uvarov, 1932
- Brachycrotaphus steindachneri Krauss, 1877
- Brachycrotaphus tryxalicerus Fischer, 1853